# Liste der Monuments historiques in Saint-Morillon
Die Liste der Monuments historiques in Saint-Morillon führt die Monuments historiques in der französischen Gemeinde Saint-Morillon auf.

## Liste der Bauwerke
| Bezeichnung        | Beschreibung                  | Standort | Kennzeichnung | Schutzstatus | Datum | Bild           |
| ------------------ | ----------------------------- | -------- | ------------- | ------------ | ----- | -------------- |
| Schloss Bel Air    | Erbaut 1793                   | (Lage)   | PA00083791    | Inscrit      | 1986  |                |
| Kirche St-Maurille | Erbaut ab dem 12. Jahrhundert | (Lage)   | PA00083792    | Inscrit      | 2008  | weitere Bilder |

## Liste der Objekte
- Monuments historiques (Objekte) in Saint-Morillon in der Base Palissy des französischen Kultusministeriums